# Parigamba

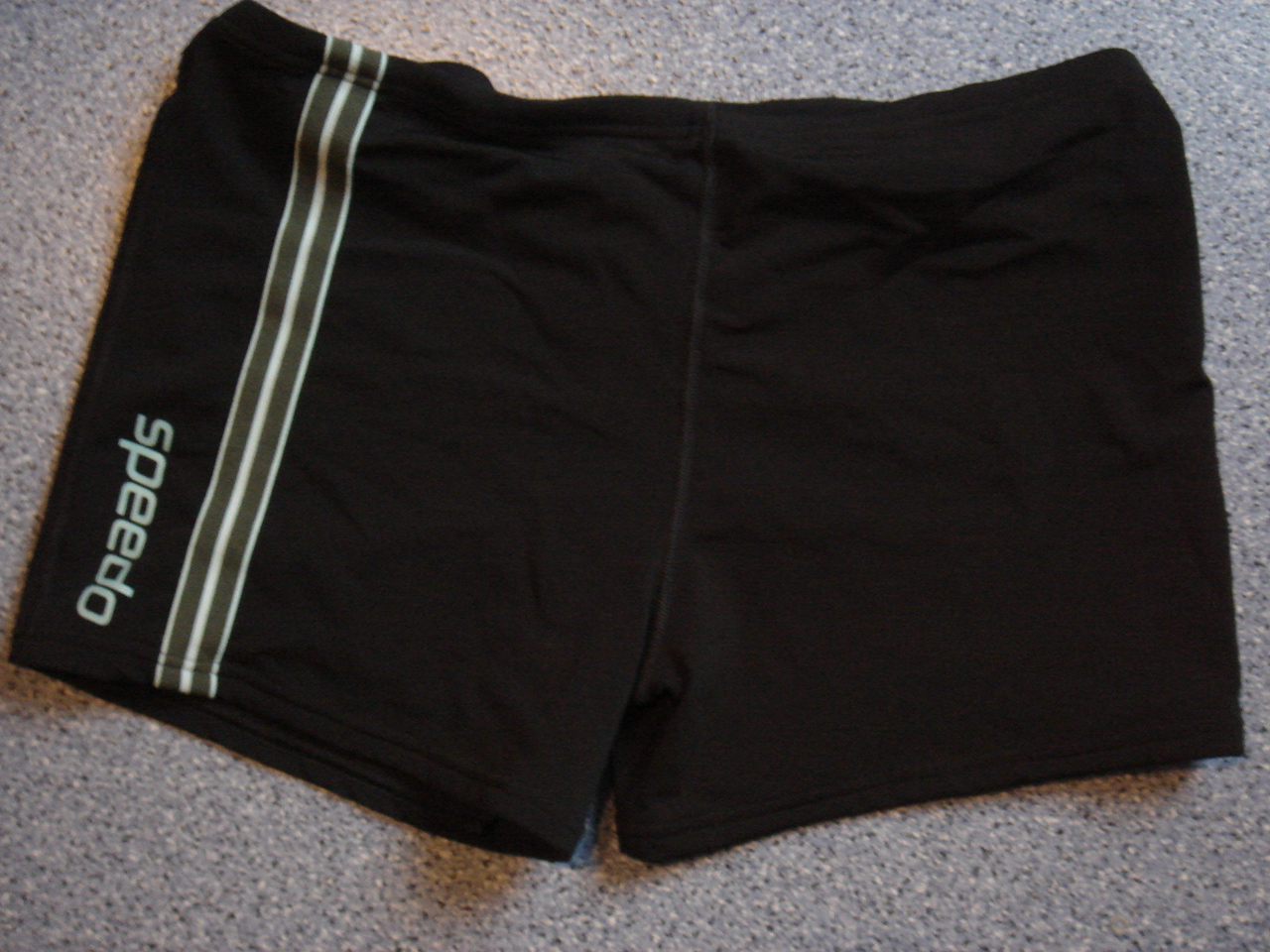
Parigamba nero.

Il parigamba è un tipo di costume da bagno maschile, che ricopre il pube, i genitali, le natiche, l'anca e la prima parte delle cosce, lasciando le gambe completamente scoperte. Rispetto ai boxer, che arrivano fino alle ginocchia, sono molto più corti. Il parigamba è solitamente fatto in nylon, ed è molto utilizzato nelle piscine e negli sport acquatici. Il parigamba viene utilizzato anche nelle spiagge da uomini di tutte le età.
Nel cinema uno dei "testimonial" più celebri dell'indumento è Daniel Craig, che ne indossa uno in una scena del film Agente 007 - Casinò Royale del 2006.